# Tiphia minuta
Tiphia minuta ist ein Hautflügler aus der Familie der Rollwespen (Tiphiidae).

## Merkmale
Die Wespen haben eine Körperlänge von 5 bis 7 Millimetern. Sie sind schwarz gefärbt. Die Schenkel (Femora) der hinteren beiden Beinpaare sind bei den Weibchen mehr verdickt als bei den Männchen. Die Schienen (Tibien) sind dornig. Die Vorderflügel besitzen zwei Diskoidalzellen und in der Regel zwei Cubitalzellen, manchmal aber auch nur eine. Das Stigma ist halbkreisförmig. Am ersten Tergit befindet sich vor dem Hinterrand ein mattes, gerunzeltes Band, das nicht auffallend punktiert ist. 

## Vorkommen und Lebensweise
Die Art ist in Europa verbreitet. Sie fliegt von Ende Mai bis Ende August. Welche Arten die Larven parasitieren, ist unbekannt.

## Belege
F. Amiet: Fauna Helvetica 23: Vespoidea 1. Centre Suisse de Cartographie de la Faune, 2008, ISBN 978-2-88414-035-5.